# 그리스 문자
그리스 문자(그리스어: Ελληνικό αλφάβητο 엘리니코 알파비토[*]) 또는 희랍 문자(希臘文字)는 그리스어를 쓰는 데 사용되는 자모 문자이다. 현대 서유럽과 동유럽의 거의 대부분 국가 문자에 영향을 끼친 문자이다. 자음과 모음이 따로 있는 자모 문자 중 가장 오래된 문자로, 자모 문자를 뜻하는 영어 단어 ‘알파벳(alphabet)’은 그리스 문자의 첫 두 글자인 알파와 베타에서 왔다. 기원전 9세기경 발달하여 현재까지 그리스어 표기에 사용된다. 그 밖에 그리스 숫자를 비롯, 원주율 등의 여러 수학 기호, 물리학의 여러 입자 이름, 항성의 이름 등 다양한 용도로도 쓰인다.
그리스 문자 스물네 글자의 대소문자는 다음과 같다.
Α α, Β β, Γ γ, Δ δ, Ε ε, Ζ ζ, Η η, Θ θ, Ι ι, Κ κ, Λ λ, Μ μ, Ν ν, Ξ ξ, Ο ο, Π π, Ρ ρ, Σ σ/ς, Τ τ, Υ υ, Φ φ, Χ χ, Ψ ψ, Ω ω.
그리스 문자는 페니키아 문자에서 비롯되었으며, 오늘날 널리 쓰이는 로마 문자와 키릴 문자의 발달에 큰 영향을 주었다. 익히 알려진 그리스 문자 형태는 이오니아 지방에서 사용되던 형태로 아테네와 그 연맹 도시들이 그리스 문명의 중심지로 떠오르면서 널리 쓰이기 시작했다. 특히 헬레니즘 시기를 거치면서 이오니아 지방, 특히 아티카 변형이 소아시아와 그리스 일대와 아프리카 북부까지 널리 쓰이게 되었다.
로마 문자는 서부 그리스 문자 변형에서 유래한 것으로, 정확히는 서부 그리스 문자 변형을 받아들인 에트루리아에서 들어온 것이다. 키릴 문자는 사실상 포교의 일환으로 만들어진 것으로 그리스 문자와 그리스 문자의 영향을 받은 슬라브 토착 문자를 혼합해서 만들어진 것이다.

## 종류
그리스 문자와 그 기원은 아래와 같다.
| 문자  | 이름                 | 이름                 | 이름                        | 발음                    | 발음                        | 해당하는 페니키아 문자 | 로마자 표기법   | 로마자 표기법 |
| 문자  | 고대 그리스어 (한글) | 현대 그리스어 (한글) | 고철자법 영어 (한글)        | 고대                    | 현대                        | 해당하는 페니키아 문자 | 고대            | 현대          |
| ----- | -------------------- | -------------------- | --------------------------- | ----------------------- | --------------------------- | ---------------------- | --------------- | ------------- |
| Α α   | ἄλφα (알파)          | άλφα (알파)          | Alpha (알파)                | [a] [aː]                | [a]                         | 알레프                 | a               | a             |
| Β β   | βῆτα (베타)          | βήτα (비타)          | Bet(a) (벳/베트/비타)       | [b]                     | [v]                         | 베트                   | b               | b, v          |
| Γ γ   | γάμμα (감마)         | γάμμα (감마)         | Gamma (감마)                | [ɡ]                     | [ʝ]([e̞]나 [i] 앞) [ɣ](기타) | 기멜                   | g               | gh, g, j      |
| Δ δ   | δέλτα (델타)         | δέλτα (델타)         | Delta (델타)                | [d]                     | [ð]                         | 달레트                 | d               | d, dh         |
| Ε ε   | ἒψιλόν (엡실론)      | έψιλον (엡실론)      | Epsilon (미국 가끔)엡사일론 | [e]                     | [e̞]                         | 헤                     | e               | e             |
| Ζ ζ   | ζῆτα (제타)          | ζήτα (지타)          | Zet(a) (젯/제트/지타)       | [zd], 후에 [zː]         | [z]                         | 자인                   | z               | z             |
| Η η   | ἦτα (에타)           | ήτα (이타)           | Eta (이타)                  | [ɛː]                    | [i]                         | 헤트                   | e, ē            | i             |
| Θ θ   | θῆτα (테타)          | θήτα (씨타)          | Theta (씨타)                | [tʰ]                    | [θ]                         | 테트                   | th              | th            |
| Ι ι   | ἰῶτα (여타)          | ιώτα (요타)          | Iota (미국 가끔)아이오타    | [i] [iː]                | [i], [j]                    | 요드                   | i               | i             |
| Κ κ   | κάππα (카파)         | κάππα (카파)         | Kappa (카파)                | [k]                     | [c]([e̞]나 [i] 앞) [k](기타) | 카프                   | k               | k             |
| Λ λ   | λάμδα (람다)         | λάμδα (람다)         | Lambda (람다)               | [l]                     | [l]                         | 라메드                 | l               | l             |
| Μ μ   | μῦ (므프/무/뮈)      | μι (미)              | Mu (뮤)                     | [m]                     | [m]                         | 멤                     | m               | m             |
| Ν ν   | νῦ (누…)             | νι (니)              | Nu (뉴)                     | [n]                     | [n]                         | 눈                     | n               | n             |
| Ξ ξ   | ξῖ (크시)            | ξι (크시)            | Xi(s/z/ks/gz)aɪ (자이)      | [ks]                    | [ks]                        | 사메크                 | x               | x, ks         |
| Ο ο   | (오미크론)           | (오미크론)           | Omicron (미국 가끔)아마크란 | [o]                     | [o̞]                         | 아인                   | o               | o             |
| Π π   | πῖ (피)              | πι (피)              | Pi (파이)                   | [p]                     | [p]                         | 페                     | p               | p             |
| Ρ ρ   | ῥῶ (러)              | ρω (로)              | Rho (로)                    | [r], [r̥]                | [ɾ]                         | 레스                   | r(ῥ: rh)        | r             |
| Σ σ ς | σῖγμα (싱마)         | σίγμα (시그마)       | Sigma (시그마)              | [s]                     | [s]                         | 신                     | s               | s             |
| Τ τ   | ταῦ (타우)           | ταυ (타우/타프)      | Tau (타우)                  | [t]                     | [t]                         | 타우                   | t               | t             |
| Υ υ   | ὒψιλόν (웁실론)      | ύψιλον (입실론)      | Upsilon (미국 가끔)업살란   | [u] [uː], 후에 [y] [yː] | [i]                         | 와우                   | u, y(자음 사이) | y, v, f       |
| Φ φ   | φῖ (피)              | φι (피)              | Phi (파이)                  | [pʰ]                    | [f]                         | ཕ파                    | ph              | f             |
| Χ χ   | χῖ (키)              | χι (히)              | Chi (카이)                  | [kʰ]                    | [ç]([e̞]나 [i] 앞) [x](기타) | ཁ카                    | ch              | ch, kh        |
| Ψ ψ   | ψῖ (프시)            | ψι (프시)            | Psi 싸이(영어 Psy같이 발음) | [ps]                    | [ps]                        | 헤트                   | ps              | ps            |
| Ω ω   | ὦμέγα (어메가)       | ωμέγα (오메가)       | Omega (오미가)              | [ɔː]                    | [o̞]                         | 아인                   | o, ō            | o             |

### 옛 문자
아래 문자는 표준 그리스 문자는 아니지만, 예전, 혹은 일부 방언에서 사용되었던 문자이다. 와우, 코파, 삼피는 그리스 숫자에서도 사용된다.
| 글자    | 이름             | 발음 | 해당하는 페니키아 문자 | 로마자 표기법 |
| ------- | ---------------- | ---- | ---------------------- | ------------- |
| Ϝ ϝ/Ͷ ͷ | 와우(Digamma)    | [w]  | 와우                   | w             |
| Ϛ ϛ     | 스티그마(Stigma) | [st] |                        | st            |
| Ͱ ͱ     | 헤타(Heta)       | [h]  |                        | h             |
| Ϻ ϻ     | 산(San)          | [s]  | 차데                   | s             |
| Ϙ ϙ/Ϟ ϟ | 코파(Koppa)      | [k]  | 코프                   | q             |
| Ͳ ͳ/Ϡ ϡ | 삼피(Sampi)      | [ts] | 기원 불명              | ss            |
| Ϸ ϸ     | 쇼(Sho)          | [ʃ]  |                        | š             |

## 같이 보기
- 팔라메데스
- 원시 가나안 문자
- 고대 그리스 문자